# Праса-де-Ешпанья (станція метро)
38°44′15.40″ пн. ш. 9°9′31.50″ зх. д. / 38.7376111° пн. ш. 9.1587500° зх. д.
Пр́аса-де-Ешп́анья (порт. Praça de Espanha) — станція Лісабонського метрополітену. До 1995 року називалась «Пальява» (порт. Palhavã). Це одна з перших одинадцяти станцій метро у Лісабоні. Знаходиться у західній частині міста Лісабона в Португалії. Розташована на Синій лінії (або Чайки), між станціями «Жардін-Зооложіку» та «Сан-Себаштьяу». Станція берегового типу, мілкого закладення. Введена в експлуатацію 29 грудня 1959 року. Станція зазнала реконструкції у 1980 році (було продовжено посадочні платформи і споруджено додатковий вестибюль). Належить до першої зони Синьої лінії, вартість проїзду в межах якої становить 0,75 євро. Назва станції у дослівному перекладі з португальської мови означає «площа Іспанії» завдяки своєму розміщенню поблизу такої.

## Опис
За архітектурою станція нагадує сусідню станції «Сан-Себаштьяу». Архітектор — Falcão e Cunha, художні роботи виконала — Maria Keil (першопочатковий вигляд станції). При реконструкції у 1995 році архітектор — Sanchez Jorge, художні роботи виконала — Maria Keil, яка за основу декорації використала розмальовані у зелених тонах облицювальні плитки, що утворюють композиції у вестибюлі і на стінах станції. Станція має два вестибюлі підземного типу (у західній та східній частинах), що мають чотири виходи на поверхню (у тому числі і до автобусної станції «Праса-де-Ешпанья»). 

## Режим роботи[4]
Відправлення першого поїзду відбувається з кінцевих станцій лінії:
- ст. «Амадора-Еште» — 06:30
- ст. «Санта-Аполонія» — 06:30

Відправлення останнього поїзду відбувається з кінцевих станцій лінії:
- ст. «Амадора-Еште» — 01:00
- ст. «Санта-Аполонія» — 01:00

## Галерея зображень

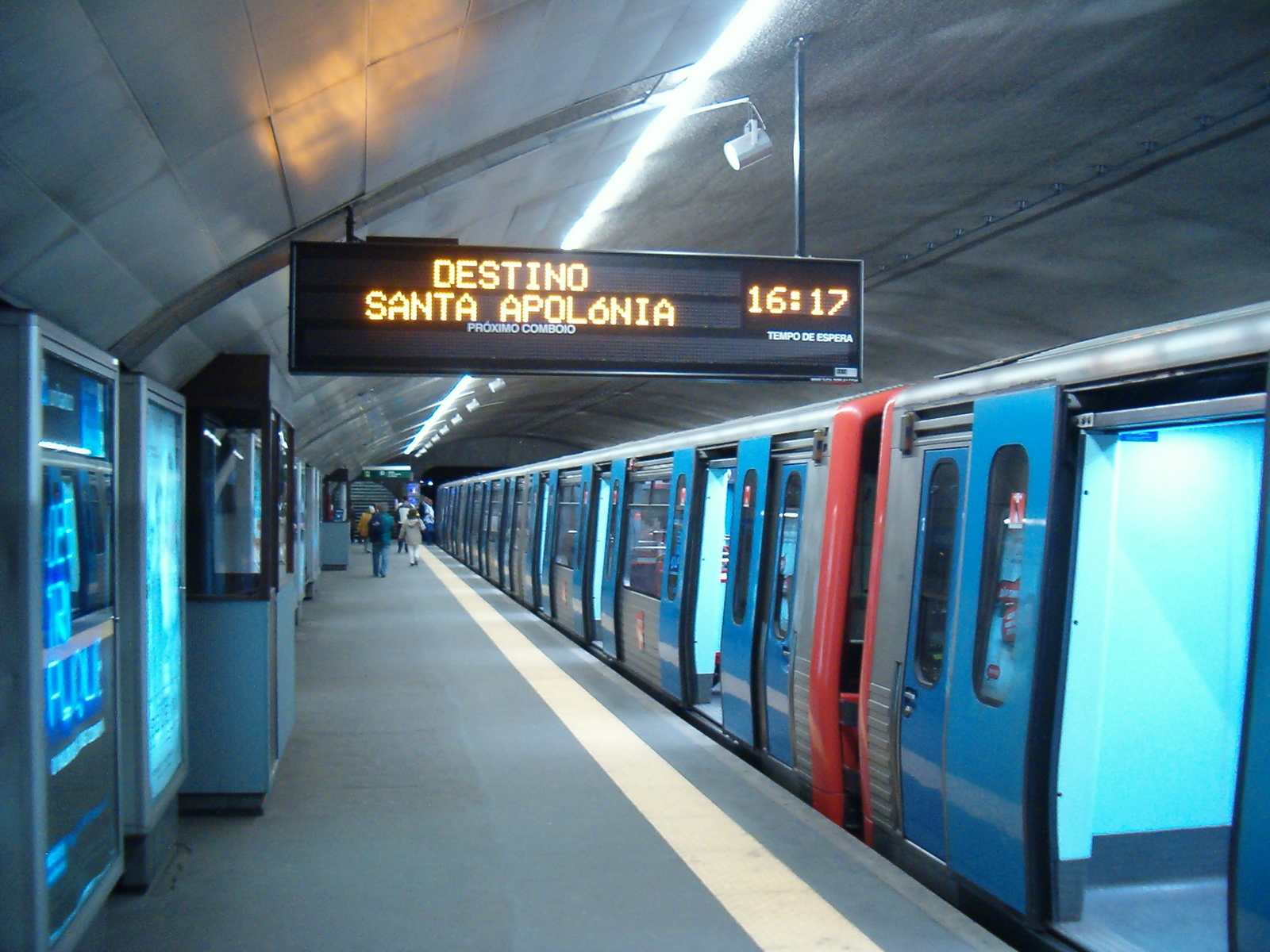
Поїзд на станції
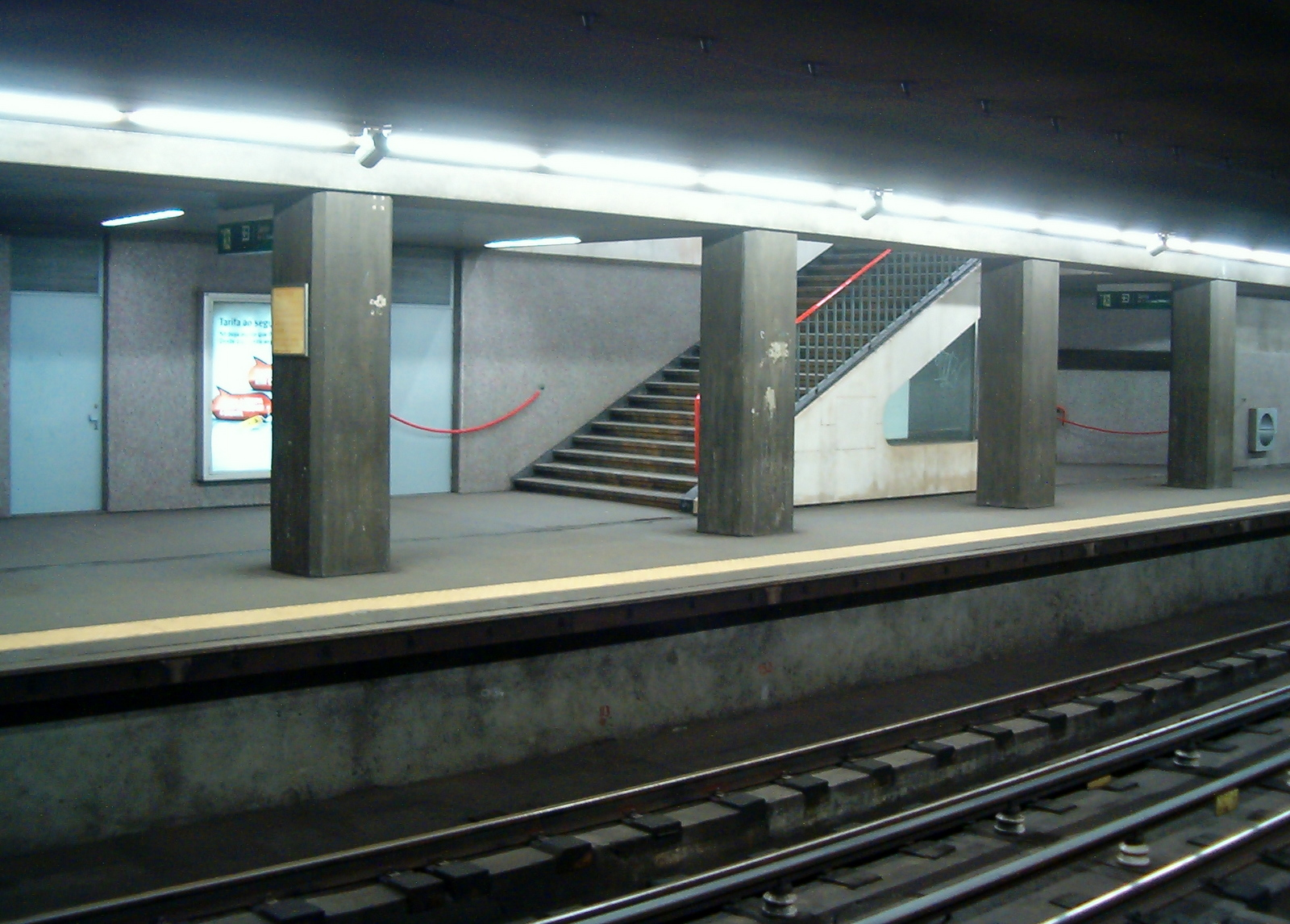
Спуск і посадкова платформа
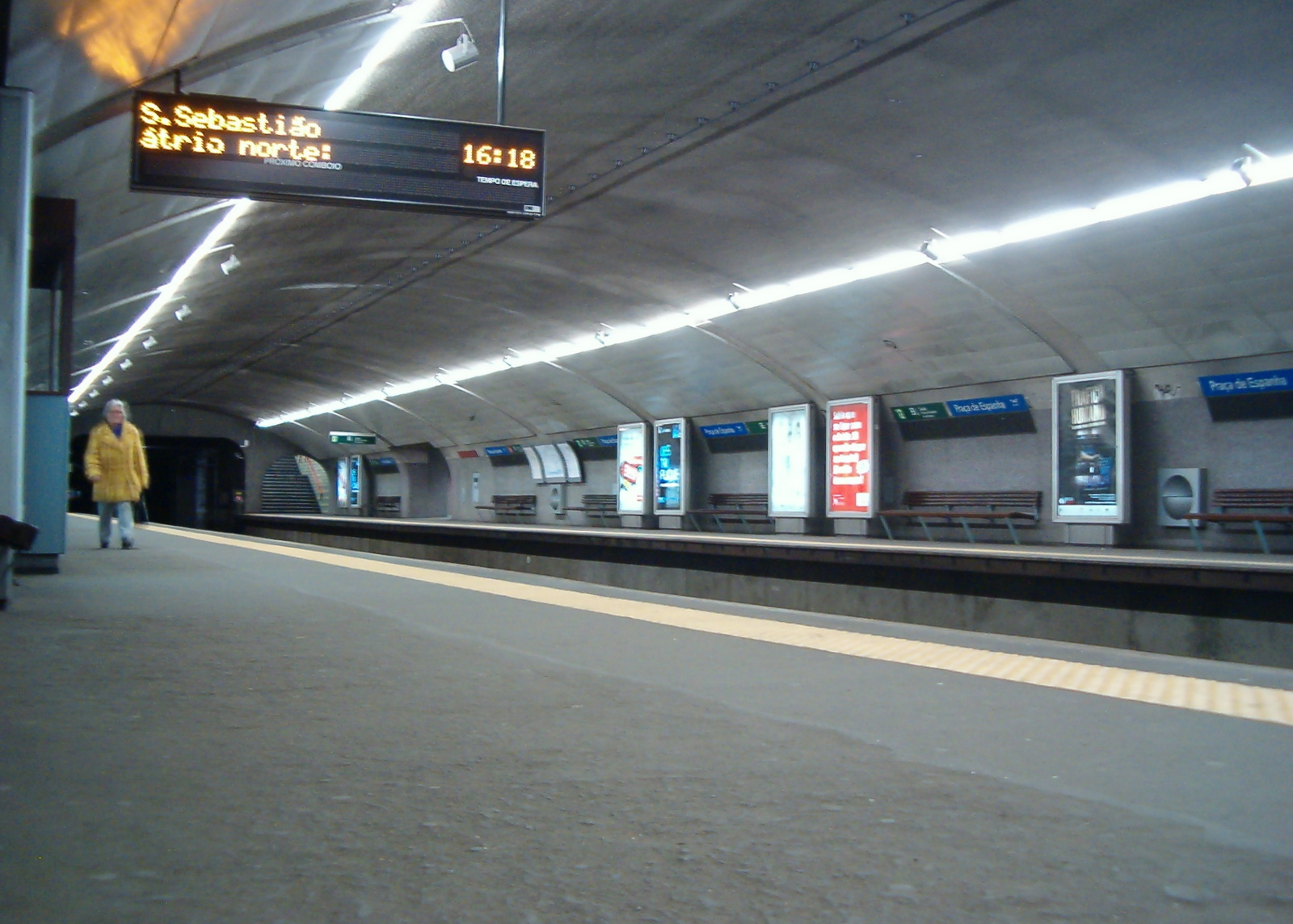
Посадкова платформа
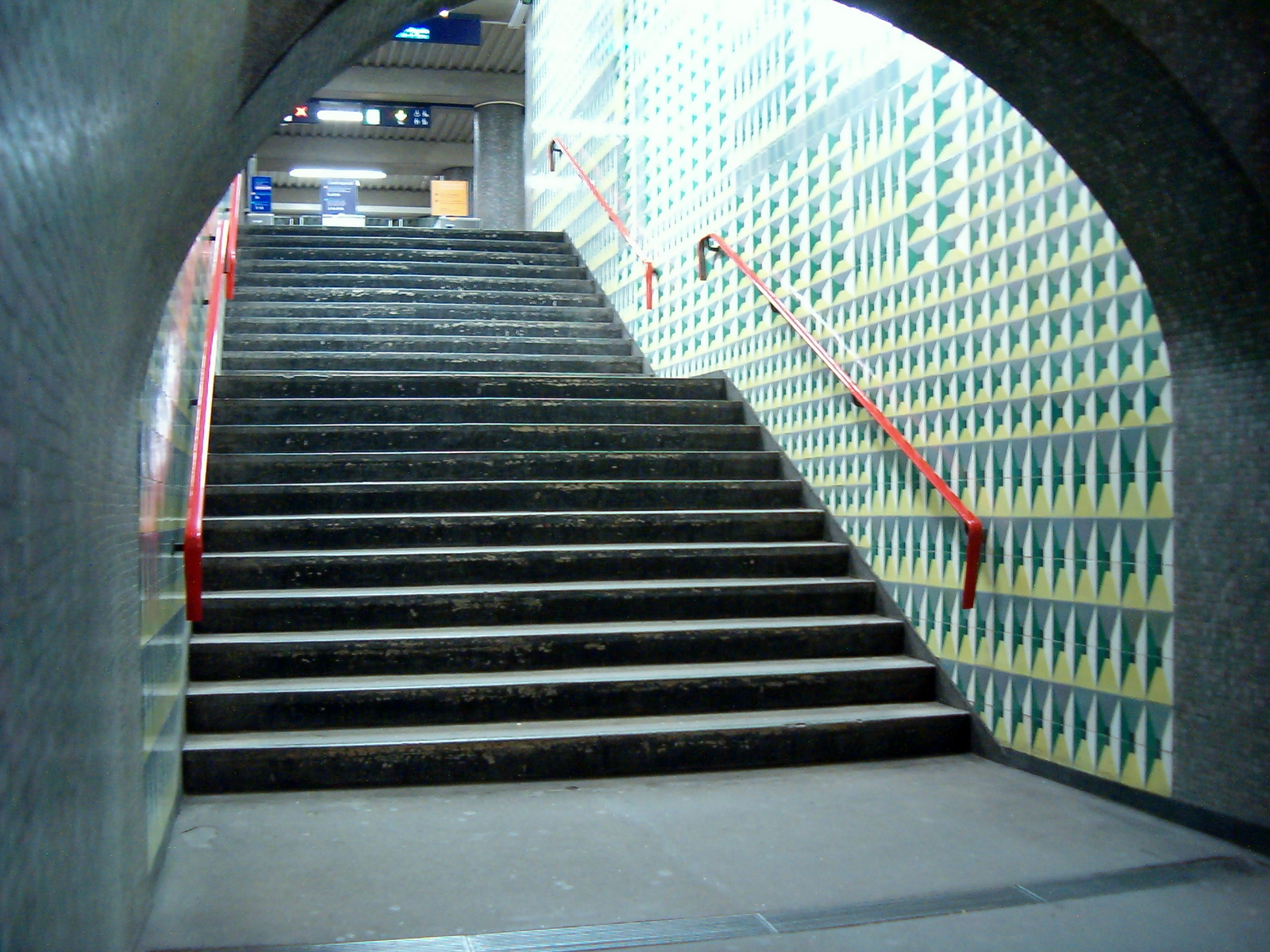
Декорація стін у спуску до платформи
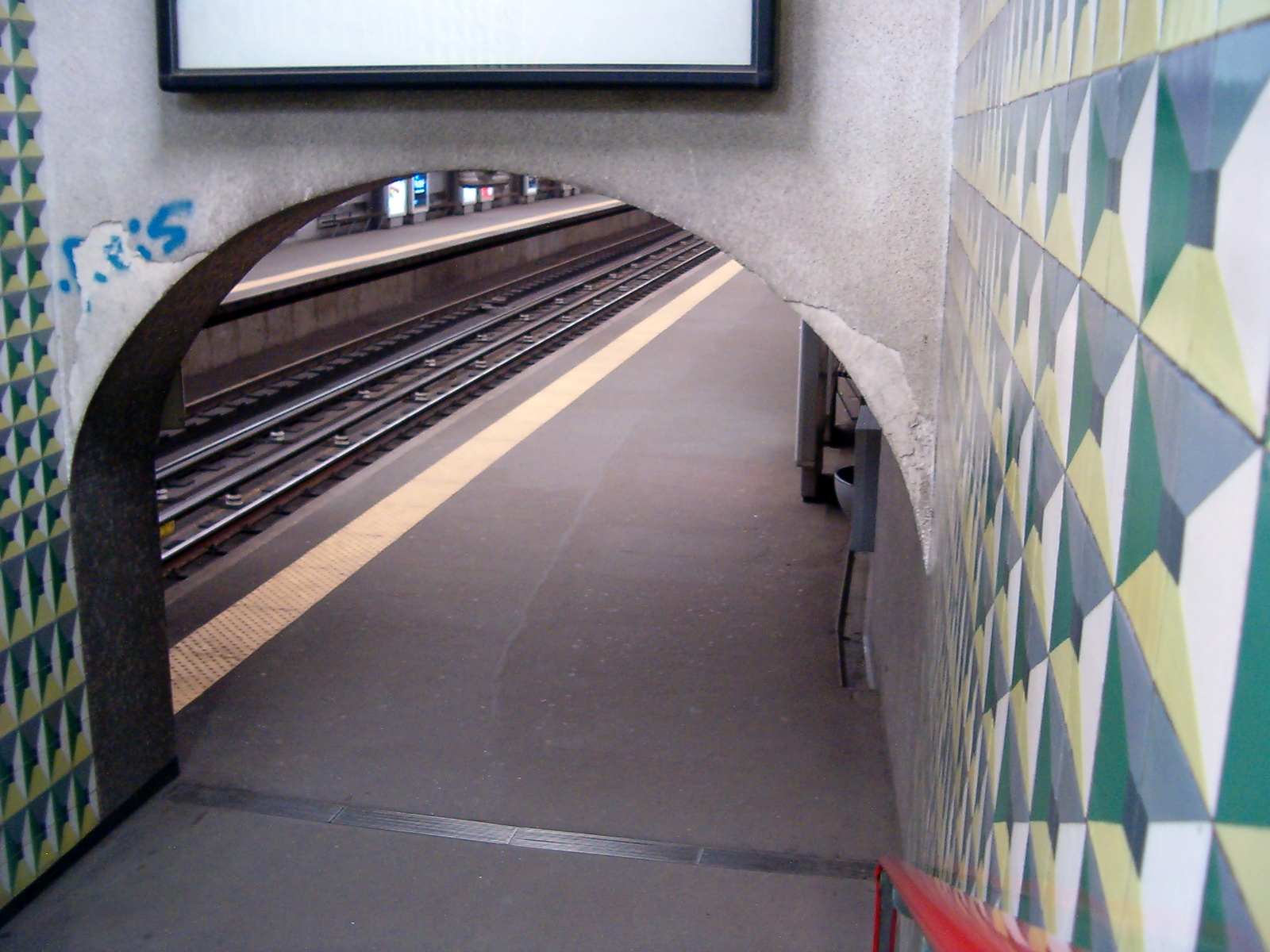
Арочний прохід до платформи
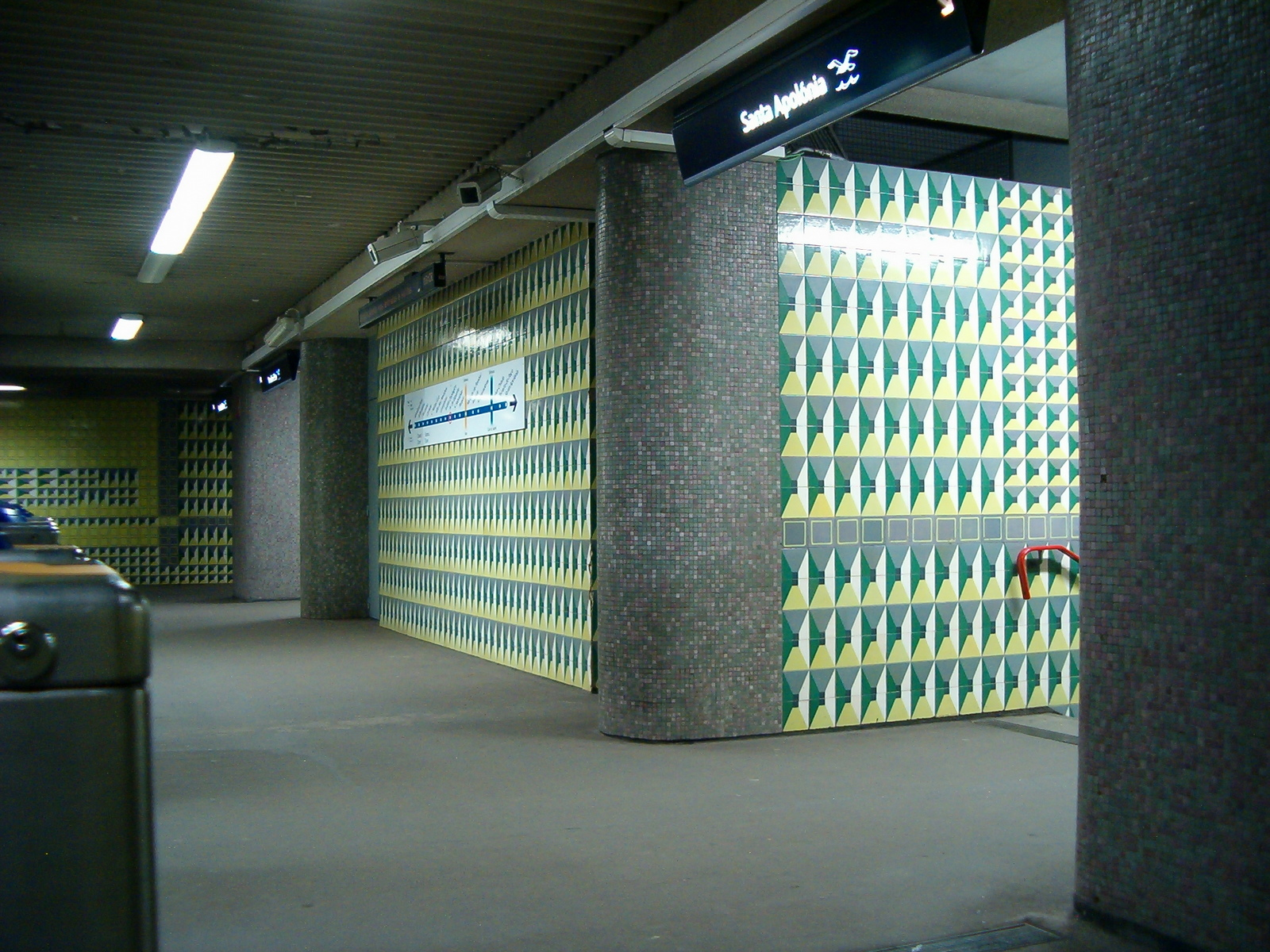
Декорація стін у вестибюлі станції
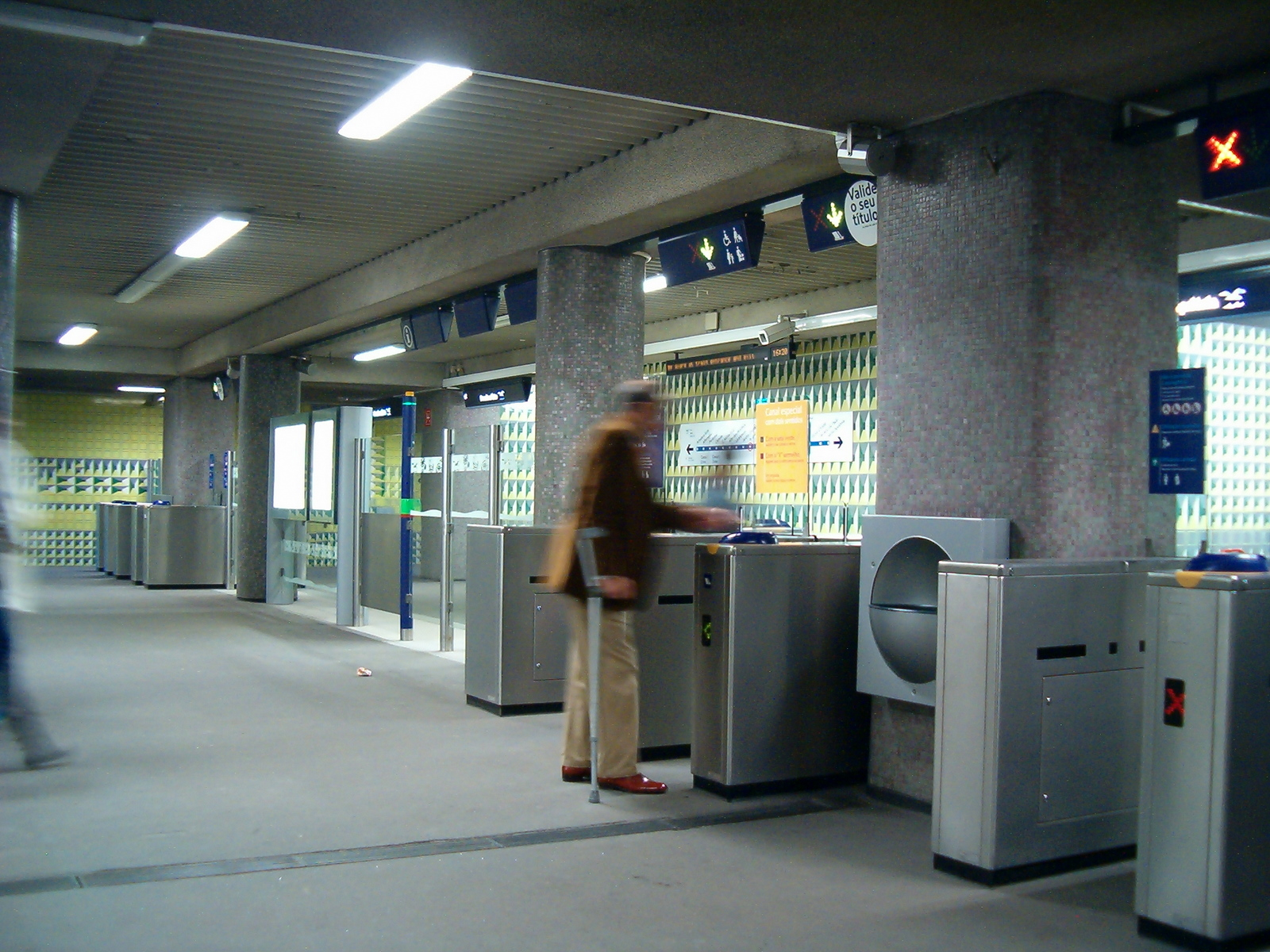
Пропускні турнікети у вестибюлі
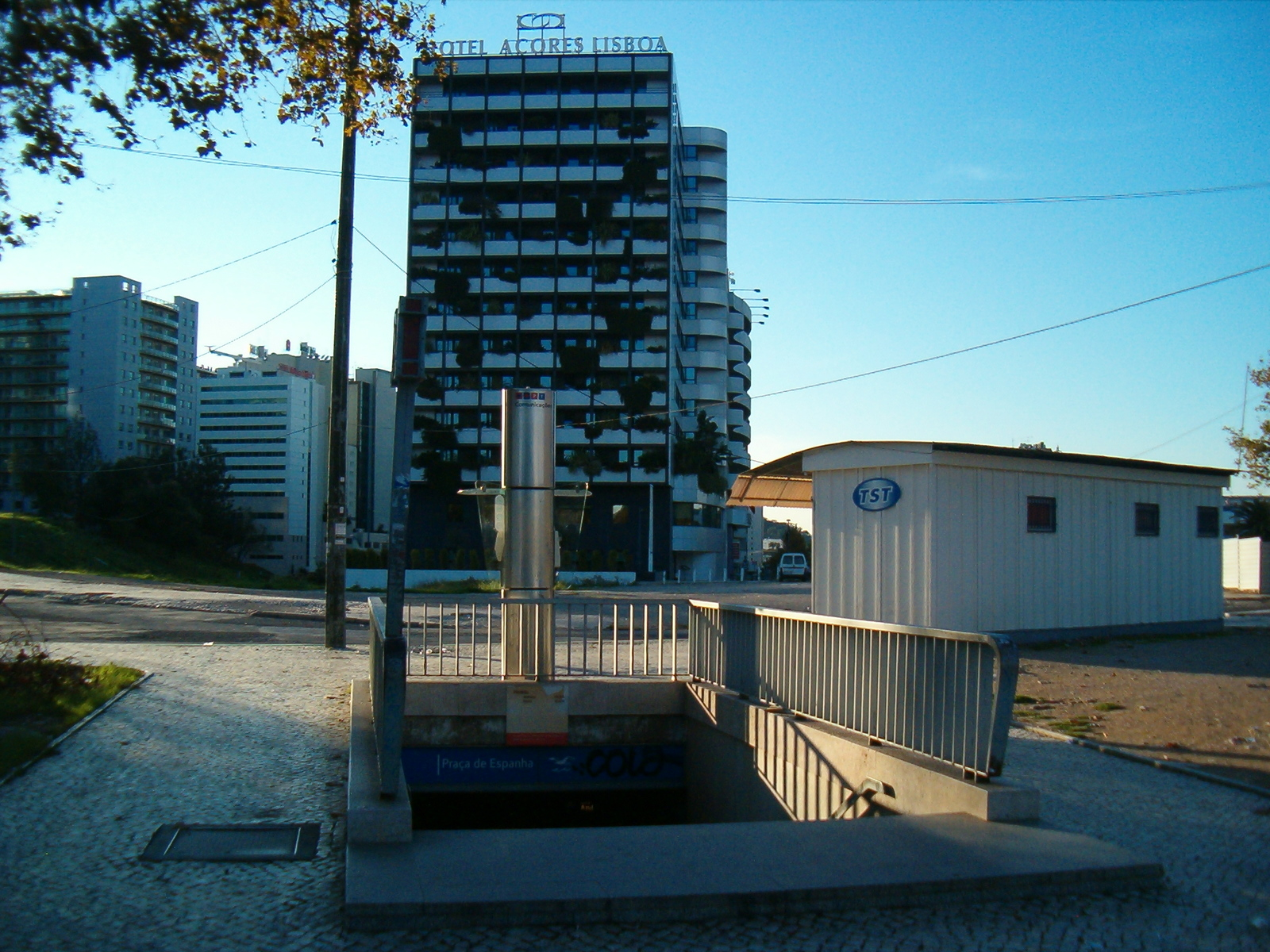
Вхід до станції з вулиці